# Земљотрес у Непалу 2015.
Први земљотрес у Непалу у 2015. десио се 25. априла с магнитудом од 7,8 степени. Осим у Непалу подрхтавање се осетило и у северној и североисточној Индији, Тибету, Кини, Пакистану и Бангладешу. Епицентар се налазио око 80 км северозападно од главног непалског града Катмандуа. Хипоцентар се налазио на дубини од 18 км. Према подацима Америчког геолошког завода (УСГС), дубина хипоцентра била је 15 км. Дан послије земљотреса забиљежен је и нешто слабији земљотрес од 6,7 степени.
Овај земљотрес сматра се једним од најснажнијих који је уздрмао ово подручје у посљедних 80 година. Непалска полиција рано након земљотреса објавила да је погинуло више од 3.200 особа. Међутим коначни подаци о настрадалима су износили преко 8.000 погинулих и преко 19.000 повређених особа.